# Frankie Howerd
Frankie Howerd (6 de marzo de 1917 – 18 de abril de 1992) fue un actor y humorista británico, cuya carrera se prolongó a lo largo de seis décadas.

## Biografía
Su verdadero nombre era Francis Alick Howard, y nació en York, Inglaterra, siendo su padre un soldado, Francis A. W. Howard. Estudió en una escuela en Woolwich, Londres.
Su primera actuación en escena tuvo lugar cuando tenía trece años, pero sus primeras esperanzas de ser actor se vinieron abajo cuando no pasó una prueba para entrar en la RADA. Sin embargo, sirvió entreteniendo a las tropas en el Ejército Británico durante la Segunda Guerra Mundial. A pesar de sufrir miedo escénico, siguió trabajando en el mundo del espectáculo tras finalizar la contienda, empezando su carrera profesional en el verano de 1946 participando en la obra For the Fun of It. 
Pronto empezó a trabajar en la radio, debutando en diciembre de 1946  en el programa de la BBC Variety Bandbox. Su fama fue creciendo entre finales de los años cuarenta e inicios de los cincuenta (gracias en parte al material escrito por Eric Sykes, Galton y Simpson, y Johnny Speight). En 1954 debutó en el cine junto a Petula Clark en el film The Runaway Bus, escrito específicamente  para aprovechar su talento humorístico, aunque nunca llegó a ser una estrella cinematográfica. 

### Carrera inicial
Cuando empezó a experimentar con diferentes formatos y contextos, como las farsas teatrales, los papeles cómicos en obras de Shakespeare, y sitcoms televisivas, empezó a quedarse pasado de moda. Tras sufrir una crisis nerviosa a principios de la década de 1960, empezó a recuperar su antigua fama, inicialmente con una temporada en el Establishment Club de Peter Cook en Londres. El éxito le llegó en That Was The Week That Was en 1963, y en el teatro con A Funny Thing Happened on the Way to the Forum (1963–1965), obras que le dirigieron a la interpretación televisiva regular. En 1966 y 1967 hizo un especial navideño titulado The Frankie and Bruce Christmas Show, con Bruce Forsyth.
En las décadas de 1960 y 1970 hizo diversos shows para la BBC y para Thames Television (así como el programa Frankie Howerd Reveals All para YTV en 1980). Ray Galton y Alan Simpson escribieron para él entre 1964 y 1966, en trabajos de la BBC y para el programa de Thames Frankie Howerd meets The Bee Gees, emitido el 20 de agosto de 1968. Su trabajo televisivo se caracterizaba por dirigirse de manera directa a la cámara y utilizar diversos tics verbales, todo ello basándose en los guiones y no en la improvisación.

### Últimos años de carrera

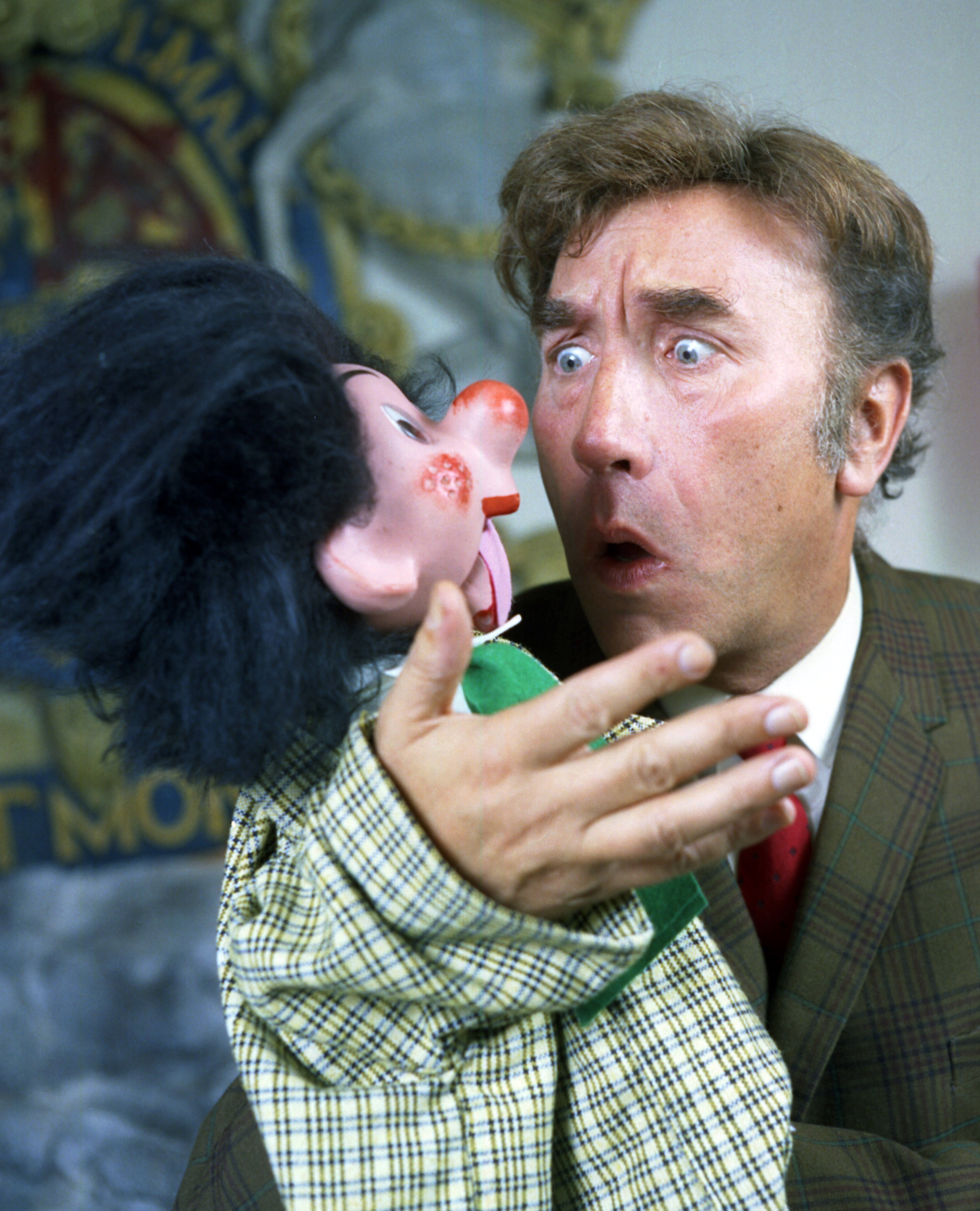
Frankie Howerd en 1978, foto de Allan Warren.

En 1978 Howerd formó parte del reparto del film musical de gran presupuesto Sgt. Pepper's Lonely Hearts Club Band interpretando a Mean Mr Mustard, y actuando junto a estrellas como Peter Frampton, The Bee Gees, George Burns, Alice Cooper, Aerosmith y Steve Martin. Fue elegido por el productor Robert Stigwood, pues formaba parte de su compañía discográfica en esa época. El film fue un fracaso comercial y de crítica, aunque actualmente es considerado un título de culto.
Tras cinco años sin tener un programa televisivo regular, Howerd volvió a la pequeña pantalla en 1987 con el show de Channel 4 Superfrank!, con guion de Miles Tredinnick y Vince Powell. En los últimos años de su carrera Howerd trabajó para el público estudiantil, haciendo representaciones en universidades y en pequeños locales. También intervino de manera regular como invitado en el programa de BBC Radio 1 Into the Night, presentado por Nicky Campbell.
Howerd a menudo trabajaba con Sunny Rogers, que era su pianista acompañante desde 1960 en adelante. Actuaron juntos en televisión y en el teatro, incluyendo su última gran actuación en el West End londinense—un show en solitario—en el Teatro Garrick en 1990.
En 1982 Howerd actuó en las versiones televisivas de Trial by Jury y H.M.S. Pinafore.

## Fallecimiento y vida personal
Howerd sufrió una infección haciendo un viaje navideño por el río Amazonas en 1991, sufriendo problemas respiratorios a primeros de abril de 1992. Fue ingresado en una clínica de Londres, recibiendo el alta en Pascua para disfrutar de sus últimos días en su domicilio. Falleció a causa de un fallo cardiaco dos semanas después, el 18 de abril de 1992. Tenía 75 años de edad.
A lo largo de su carrera Howerd ocultó su homosexualidad (ilegal en el Reino Unido hasta 1967) al público y a su madre. En 1955 conoció a un camarero, Dennis Heymer, que acabó siendo su mánager. Heymer estuvo junto a Howerd más  de treinta años, siendo su técnico de iluminación, mánager y compañero.
Fuera de escena, Howerd era conocido por su promiscuidad. Uno de los antiguos compañeros de Howerd fue el actor cómico Lee Young, creador de la sitcom televisiva Whoops Baghdad. La incómoda relación de Howerd con su sexualidad, así como sus depresiones, hicieron que utilizara métodos como el uso de LSD.
Frankie Howerd fue nombrado oficial de la Orden del Imperio Británico en 1977.

## Interpretaciones

### Televisión
- That Was The Week That Was (1962)
- East of Howerd (1966)
- Howerd's Hour (1968)
- Carry On Christmas Specials (1969)
- The Frankie Howerd Show (1969)
- Up Pompeii! (1969-75)
- Whoops Baghdad
- The Frankie Howerd Show (1976)
- Howerd Confessions (1976)
- Up the Convicts (1976)
- Frankie Howerd Strikes Again (1981)
- Then Churchill Said to Me (1982)
- Superfrank!  (1987)
- All Change (1989)
- Frankie Howerd on Campus (1990)
- Frankie's On... (1992)

### Filmografía seleccionada
- The Runaway Bus (1954)
- El quinteto de la muerte (1955)
- Jumping For Joy (1956)
- A Touch of the Sun (1956)
- Further Up the Creek (1958)
- The Cool Mikado (1962)
- The Mouse on the Moon (1963)
- The Great St Trinian's Train Robbery (1966)
- Carry On Doctor (1967)
- Carry On Up the Jungle (1969)
- Up Pompeii (1971)
- Up the Chastity Belt (1971)
- Up the Front (1972)
- The House in Nightmare Park (1972)
- Sgt. Pepper's Lonely Hearts Club Band (1978)